# Ca la Pilar Mestre
Ca la Pilar Mestre és un edifici entre mitgeres situat en ple nucli antic del municipi de Maçanet de Cabrenys (Alt Empordà) inclosa en l'Inventari del Patrimoni Arquitectònic de Catalunya.

## Descripció
És una casa de planta rectangular esbiaixada en el seu angle sud-oest. Consta de planta baixa i dos pisos orientats a llevant. Malgrat l'estretor del carrer de la Plaça, la personalitat d'aquesta construcció fa que no passi desapercebuda al vianant. Ja a la planta baixa observem una notable porta d'entrada, amb dos pilastres amb capitells molt senzills (motllures) que sostenen la gran pedra monolítica que fa de llinda; a sobre, una mènsula d'igual llargària serveix per cloure la portada. Si passem al primer pis, notem també la presència d'interessants elements.
Al costat de tramuntana hi ha una gran fornícula que originàriament devia acollir la imatge d'un sant o santa. A la part central, damunt la porta, tenim la finestra més distingida de la casa, amb carreus de pedra ben treballats emmarcant-la. El ràfec de quatre fileres és l'altre element que contribueix a destacar aquest edifici per sobre dels altres que hi ha al carrer. La coberta és a dues aigües suportada per cairats de fusta. L'aparell combina els grans volums de pedra granítica ben tallats i escairats amb el pedruscall i l'arrebossat.